# Ferrari 166 SC
La 166 SC è un'autovettura da competizione prodotta dalla Ferrari dal 1947 al 1948 in otto esemplari.

## Il contesto

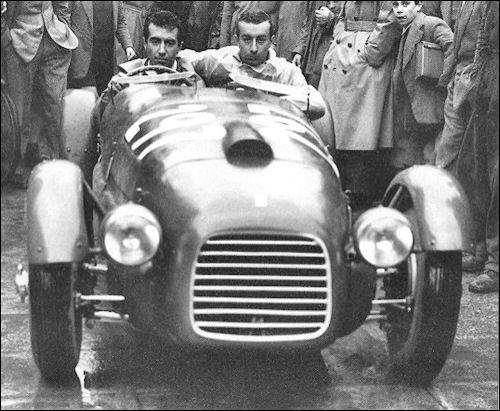
La Ferrari 159 S

Il primo esemplare costruito di questo modello era in realtà la 159 S vittoriosa al Gran Premio di Torino del 1947 a cui venne sostituito il motore nel dicembre dello stesso anno. Il propulsore della “166 SC” derivava, indirettamente, da quello installato sulla prima vettura a portare il nome Ferrari, la 125 S. Suddetto motore era un V12 da 1,5 L, e fu successivamente modificato aumentando la cilindrata a poco meno di 2 L lavorando sulla corsa e l'alesaggio. Questa evoluzione del propulsore fu poi montata sulla “159 S”. 
Lo sviluppo del motore non si fermò però qui: la corsa e l'alesaggio furono ancora leggermente modificati per ottenere il propulsore “Tipo 166”, che aveva tale appellativo perché 166 cm³ era la sua cilindrata unitaria, cioè quella relativa ad un solo cilindro. Il “Tipo 166” fu quindi installato, e diede il nome, alla “166 SC” e ad altri modelli Ferrari, sia monoposto che sport prototipo a due posti. Essi condividevano la sigla “166” nel nome e furono la 166 F2, la 166 FL, la 166 Inter, la 166 Inter Corsa, la 166 Inter Sport, la 166 MM e la 166 S. La sigla “SC” del modello significava invece “Spyder Corsa”.
Dopo l'esemplare che derivava direttamente dalla 159 S, nel 1948 vennero costruite altre sette 166 SC. Queste vetture avevano la caratteristica di avere i parafanghi e fanali smontabili, e questo le rendeva adatte a correre sia nelle gare per le Vetture Sport che nella Formula 2.

## Le competizioni
Il modello partecipò sia al campionato di Formula 2 che a competizioni per Vetture Sport. Tra queste ultime, le più importanti a cui prese parte furono la 12 Ore di Parigi, la Targa Florio e la Mille Miglia. Nell'edizione del 1948 di quest'ultima, Tazio Nuvolari si ritirò a Ospizio (Reggio Emilia) per problemi meccanici quando era in testa alla corsa: il pilota fece togliere prima il cofano motore per rimediare ad una chiusura imperfetta, poi si staccò un parafango, successivamente si spaccò il supporto del sediolo del meccanico ed infine, dopo una derapata troppo accentuata, si crepò il supporto di una balestra. A questo punto Enzo Ferrari, dato che il Nuvolari non aveva intenzione di far compiere una riparazione per non perdere la testa della classifica, gli impose di fermarsi e di ritirarsi.

## Caratteristiche tecniche
Il motore era un V12 non sovralimentato anteriore e longitudinale, il cui progetto era opera di Gioachino Colombo. L'alesaggio e la corsa erano rispettivamente 60 mm e 58,8 mm, che portavano la cilindrata totale a 1995,02 cm³. Il monoblocco e la testata erano fabbricate in lega leggera. Il sistema di raffreddamento era a circolazione d’acqua. Il rapporto di compressione era di 11:1, mentre la potenza massima erogata dal propulsore era di 130 CV a 6500 giri al minuto.
La distribuzione era formata da un singolo albero a camme in testa che comandava due valvole per cilindro. L'alimentazione era assicurata da tre carburatori di marca Weber e modello 32 DCF. L'accensione era singola ed il relativo impianto comprendeva due magneti. La lubrificazione era a carter umido, mentre la frizione era monodisco a secco.
Le sospensioni anteriori erano indipendenti, con quadrilateri deformabili e una balestra trasversale, mentre quelle posteriori erano formate da un ponte rigido, balestre longitudinali e una barra antirollio. Entrambe montavano ammortizzatori idraulici. I freni erano a tamburo sulle quattro ruote, mentre lo sterzo era a vite senza fine e settore dentato. La trazione era posteriore, e la trasmissione era formata da un cambio manuale a cinque rapporti più la retromarcia montato in blocco con il motore.
Il telaio era tubolare in acciaio a longheroni e traverse, mentre la carrozzeria era spider a due posti.
La velocità massima raggiunta dalla 166 SC era di 170 km/h.